# 布袋舊洗滌鹽廠
布袋舊洗滌鹽廠是臺鹽實業股份有限公司所擁有的精鹽廠，是接收日本時期的布袋粉碎洗滌鹽工廠而來。在布袋洗滌鹽新廠完工後，該廠便改由機械修理所使用，直到2001年3月建物才拆除，並將土地交還給國產局。

## 沿革
在臺灣日治時期的昭和十一年（1936年）5月，臺灣總督府專賣局在今嘉義縣布袋設立此工廠，裡頭設有三部分離機，用以生產粉碎洗滌鹽。計劃上是預定年產16000公噸，而據《專賣局公報》，該廠在1940年與1941年的實際產量為15717公噸與17247公噸。
二次大戰結束後，該廠被臺灣省行政長官公署接收，改由臺南鹽業公司管理。民國三十八年（1949年）12月中華民國中央政府撤到臺灣時，一度停止生產。後來到了1951年9月該廠為臺灣製鹽總廠布袋鹽場所修復，並加設一部分離機。1964年8月增加生產專用於食品加工的粗粒洗滌鹽，隔年（1965年）5月開始將直接食用的細粒洗滌鹽全面加碘。
該廠一直運作到在布袋洗滌鹽新廠完工，之後供機械修理所使用。後來到了民國九十年（2001年）3月時，該廠建物遭到拆除，土地還給國庫。